# Mono Inc.
I Mono Inc. sono un gruppo musicale Gothic rock tedesco.

## Storia
La band si formò inizialmente sotto il nome di Mono 69 con Martin Engler, Carl Fornia e Miky Mono. I tre suonarono sotto questo nome dal 1998 al 2000. Dal 2000 in poi la band prese il nome definitivo di Mono Inc. Nel 2003 si aggiunge al gruppo il bassista Manuel Antoni, e nello stesso anno i Mono Inc. pubblicano il loro primo album autoprodotto: Head Under Water. Due singoli di questo album entreranno in alcune classifiche tedesche (DAC, MRC30, Native25) e porteranno alla band una certa notorietà a livello nazionale. Nel 2006 Miky Mono si allontana dal gruppo e il ruolo di frontman e di principale compositore va a Martin Engler. Entra la batterista Katha Mia e nel 2007 esce il secondo album: Temple Of The Torn, pubblicato in Germania, Austria e Svizzera tramite Soulfood. Dal 2008 tramite Twilight le vendite vengono estese in tutto il mondo.
Nel maggio del 2008 è il turno di Pain, Love & Poetry, in cui il primo singolo (Teach Me to Love) è un duetto fra Martin Engler e Lisa Middelhauve, cantante della band tedesca symphonic metal Xandria. Dal 2009 i Mono Inc. si esibiscono in un tour di oltre 40 concerti in Germania, Austria e Svizzera assieme ai Subway to Sally e ASP.
Nello stesso anno pubblicano il loro quarto album: Voice Of The Doom, il cui omonimo singolo sarà un cavallo di battaglia della band. Nel 2010 i Mono Inc. iniziano il loro primo tour come headliner. Nello stesso periodo, il loro ex membro e fondatore Miky Mono muore in un incidente con il parapendio. L'anno 2010 è anche l'anno in cui i Mono Inc. sfondano e acquistano un robusto seguito di fan, perlopiù tedeschi.
Il 18 marzo 2011 pubblicano il quinto album: Viva Hades, seguito da un altro intenso tour ancora in Germania, Austria e Svizzera. Il 2012 vede l'uscita di After The War. Il singolo omonimo è una cover dell'originale del 1989 di Gary Moore. Nel 2015 esce l'album Terlingua. Nel luglio 2018 esce il nuovo album Welcome to Hell, caratterizzato da una grande vena melodica ed accompagnato da alcuni video molto efficaci ambientati nel periodo tardo-rinascimentale. Questo raggiunge la seconda posizione nella classifica tedesca.
A gennaio del 2020 esce l'album The Book of Fire. L'album raggiunge il primo posto della classifica tedesca.
Il 12 settembre 2021 Manuel Antoni annuncia sulla sua pagina Facebook la sua decisione di ritirarsi dalla musica e di volersi riposare, esplorare il mondo e godersi le sue gioie private.
Il 20 gennaio 2023 è uscito l'ultimo album del gruppo, Ravenblack, con il nuovo bassista e voce di controcanto Val Perun. L'album raggiunge il primo posto nella classifica tedesca.

## Componenti

### Componenti attuali
- Martin Engler – voce principale
- Val Perun– basso e controcanto
- Carl Fornia – chitarra e controcanto
- Katha Mia – batteria e controcanto

### Ex componenti
Miky Mono – basso e voce principale
Manuel Antoni - basso e controcanto
Cronologia

## Discografia

### Album in studio
- Head Under Water (2004)
- Temple of the Torn (2007)
- Pain, Love & Poetry (2008)
- Voices of Doom (2009)
- Viva Hades (2011)
- After the War (2012)
- Nimmermehr (2013)
- Terlingua (2015)
- Together Till the End (2017)
- Welcome to Hell (2018)
- The Book of Fire (2020)
- The Book of Fire (Platinum Edition) (2021)
- Ravenblack (2023)

### Album dal vivo
- "Live" (2016)
- "Symphonic Live" (2019)
- Symphonic Live - The Second Chapter (2024)

### Singoli & EP
- "Somberland" (2006)
- "Temple of the Torn" (2007)
- "In My Heart" (2007)
- "Teach Me to Love" (2008)
- "Sleeping My Day Away" (2008)
- "Get Some Sleep" (2008)
- "This Is the Day" (2008)
- "Voices of Doom" (2009)
- "Comedown" (2010)
- "Symphony Of Pain" (2011)
- "Revenge" (2011)
- "After The War" (2011)
- "Wave No Flag" (2012)
- "Arabia" (2012)
- "Heile, Heile Segen" (2013)
- "My Deal With God" (2013)
- "Twice In Life" (2013)
- "Kein Weg Zu Weit" (2013)
- "MMXII EP" (2013)
- "Heiland" (2015)
- "Tag X" (2015)
- "An Klaren Tagen" (2015)
- "Avalon Unplugged EP (2016)
- "Children Of The Dark" (2016)
- "Boatman" (feat. VNV Nation) (2017)
- "The Bank Of Eden" (2018)
- "Welcome To Hell" (2018)
- "A Vagabond's Life" (2018)
- "Risk It All" (Symphonic Version) (2018)
- "Louder Than Hell" (2019)
- "The Book of Fire" (2019)
- "Warriors" (2020)
- "Shining Light" (feat. Tilo Wolff) (2020)
- "Right for the Devil" (feat. Tanzwut) (2020)
- "Just Because I Love You" (Black Version) (2020)
- "Life Hates You" (Black Version) (2020)
- "Children of the Dark" (Ri-registrata) (2021)
- "Run For Your Life" (2021)
- "Nemesis" (2021)
- "The Raven's Back" (2022)
- "Princess of the Night" (2022)
- "Empire" (2022)
- "Heartbeat of the Dead" (2022)

### Compilation
- "The Clock Ticks On 2004 - 2014" (2014)
- "Symphonies Of Pain" (2017)
- "Melodies In Black" (2020)
- "The Sound Of The Raven" (Boxset) (2020)